# Ulica Portowa w Braniewie
Ulica Portowa – ulica Braniewa o długości ok. 236 m, będąca w całości drogą powiatową 2334N, rozpoczynająca się współcześnie od skrzyżowania z ulicami: Morską i Sądową, biegnąca w dół rzeki Pasłęki w kierunku historycznego nadbrzeża portowego; następnie przechodzi w ulicę Wodną.

## Toponimia
Po raz pierwszy nazwy ulic w Braniewie zostały oficjalnie nadane w 1845 roku. Ulica Portowa otrzymała nazwę Magazinstraße, tj. ul. Magazynowa, od znajdujących się przy niej spichlerzy-magazynów. Na określenie tej ulicy – lub poszczególnych części dzielnicy portowej – były w obiegu również inne nazwy: Am Ascheberg, Am Glockenberg, Am Lehmberg. Po II wojnie światowej nowe urzędowe nazwy ulic w Braniewie nadano w 1947 roku; ulica ta otrzymała nazwę nawiązującą do średniowiecznych hanzeatyckich związków miasta – ulica Portowa.

## Historia
W XIV w. Braniewo zostało się członkiem Hanzy, a to pociągało za sobą rozbudowę portu. W 1401 roku rada miejska wydała zarządzenie o budowie spichlerzy zbożowych, a następnie o rozbudowie ramp załadunkowych w porcie. Miało to znaczący wpływ na przylegające do Pasłęki przedmieście Koźlin; oprócz stodół, spichrzów i różnego rodzaju budynków magazynowych zaczęły powstawać także kramy rybne i karczmy portowe.
Spichlerze powstawały od 1401 roku, natomiast w 1425 roku rozbudowano rampy załadunkowe. Do Braniewa zaczęły spływać zagraniczne wina, przyprawy, broń, miedź, stal, szkło, olej i papier, a handlarze w zamian oferowali produkty rolne, len, wosk, skóry i miód; chociaż ilości przewożonego towaru były dużo mniejsze niż w przypadku Gdańska czy Elbląga. Ograniczenia wynikały zarówno ze znacznie dłuższej drogi niż wspomnianych portów, niewielkiej głębokości Zalewu Wiślanego, a także z niemożności wpływania bezpośrednio do braniewskiego portu większych jednostek.
Pomimo tych utrudnień statki z towarem z Braniewa docierały do Holandii, Danii i Szwecji. Do końca XVIII wieku, mimo kryzysu gospodarczego powodowanego wojnami szwedzkimi, Braniewo pozostawało ciągle ośrodkiem handlu dalekomorskiego. Najpotężniejszym braniewskim armatorem był Johann Oestreich (1750–1833), który w ciągu ponad 40 lat doszedł do ogromnego majątku, zajmując się głównie handlem przędzą lnianą. Sam posiadał dwa statki „Braunsberg” i „Vigillante”, które pływały z przędzą do portów europejskich, a nawet do Ameryki Północnej.
10 lipca 1626 podczas marszu wojsk króla Gustawa na Braniewo przedmieście Koźlin, do którego należała część portowa, zostało spalone. 27 maja 1700 wybuchł pożar w domu rozrywki (Lusthaus) należącym do, związanego z radą miasta, Georga Lunitza, ogień objął jeszcze 7 innych domów leżących nad Pasłęką. Pożar ten miał jednak pozytywne następstwa, gdyż postanowiono wówczas, że mieszkańcy mają pokryć wszystkie domy dachówką zamiast strzech oraz zatrudnić kominiarza. Kolejne wielkie pożary wybuchały w latach 1845 i 1861.
Po pożarach drewniane spichlerze zostały zastępowane spichlerzami o konstrukcji ryglowej (fachwerkowej, potocznie określanej jako „mur pruski”). Każdy spichlerz posiadał własną nazwę, jak np.:
- Adlerspeicher – w 1729 odziedziczył go Klemens Hanmann po zmarłym ojcu[13], w 1785 przebudowany, w 1931 został rozebrany[14]. Następnie w tym miejscu wzniesiono modernistyczną budowlę, do której przeniósł w 1932 swoją siedzibę z Bahnhofstraße 43 oddział Reichsbanku[15]. Po przemianach ustrojowych '89 roku, ten budynek stał się również siedzibą banku – w ostatnim okresie banku Millennium
- Traubenspeicher, Güldene Traube – wybudowany w 1728, nazwa wzięła się od herbu rodowego rodu Schorn. 12 stycznia 1785 zakupił go Johann Oestreich za 2100 guldenów[14][16][17].
- Löwenspeicher (Pod Złotym Lwem) – w 1801 Johann Oestreich zakupił działkę przy porcie i wybudował w 1806 największy z braniewskich spichlerzy, który to został w 1848 zakupiony przez kolejnego wielkiego kupca Ignatza Grunaua[18][17]. Spichlerz istniał do końca II wojny światowej, okazale się prezentował na tle portu, był często uwieczniany na fotografiach.
- Marienspeicher (Spichlerz Mariacki) – najmłodszy i jedyny zachowany współcześnie spichlerz, z roku 1831.

Rozwój kolei żelaznych od połowy XIX w. kształtuje nowy układ szlaków komunikacyjnych. 19 października 1852 roku dociera do Braniewa pierwsza linia kolejowa, miasto zyskuje połączenie z Malborkiem przez Elbląg, w następnym roku z Królewcem. Przez Braniewo wytyczona została ważna magistrala kolejowa – Pruska Kolej Wschodnia. W latach 1884–1899 powstały kolejne linie kolejowe z Olsztynem przez Pieniężno oraz z Elblągiem linią biegnącą nad Zalewem Wiślanym (Kolej Nadzalewowa, niem. Haffuferbahn). Transport wodny zaczął ustępować szybszej kolei, port zaczął podupadać. Chociaż jeszcze na początku XX w. handel w porcie odgrywał niemałą rolę – do miasta docierało ponad 4,5 tys. ton towarów, a wypływało 4 tys. ton.
W 1905 roku, 1916 i po 1931 roku rozebrano w porcie trzy najstarsze spichlerze z końca XVII wieku i pierwszej połowy wieku XVIII. Po II wojnie światowej, w 1954 roku, zlikwidowano trzy kolejne, tak że z dużego zespołu magazynów portowych do czasów współczesnych zachował się tylko najmłodszy ze spichlerzy – spichlerz Mariacki, który jednak pełni dziś zupełnie inną funkcję – obiektu gastronomicznego.

## Galeria zdjęć

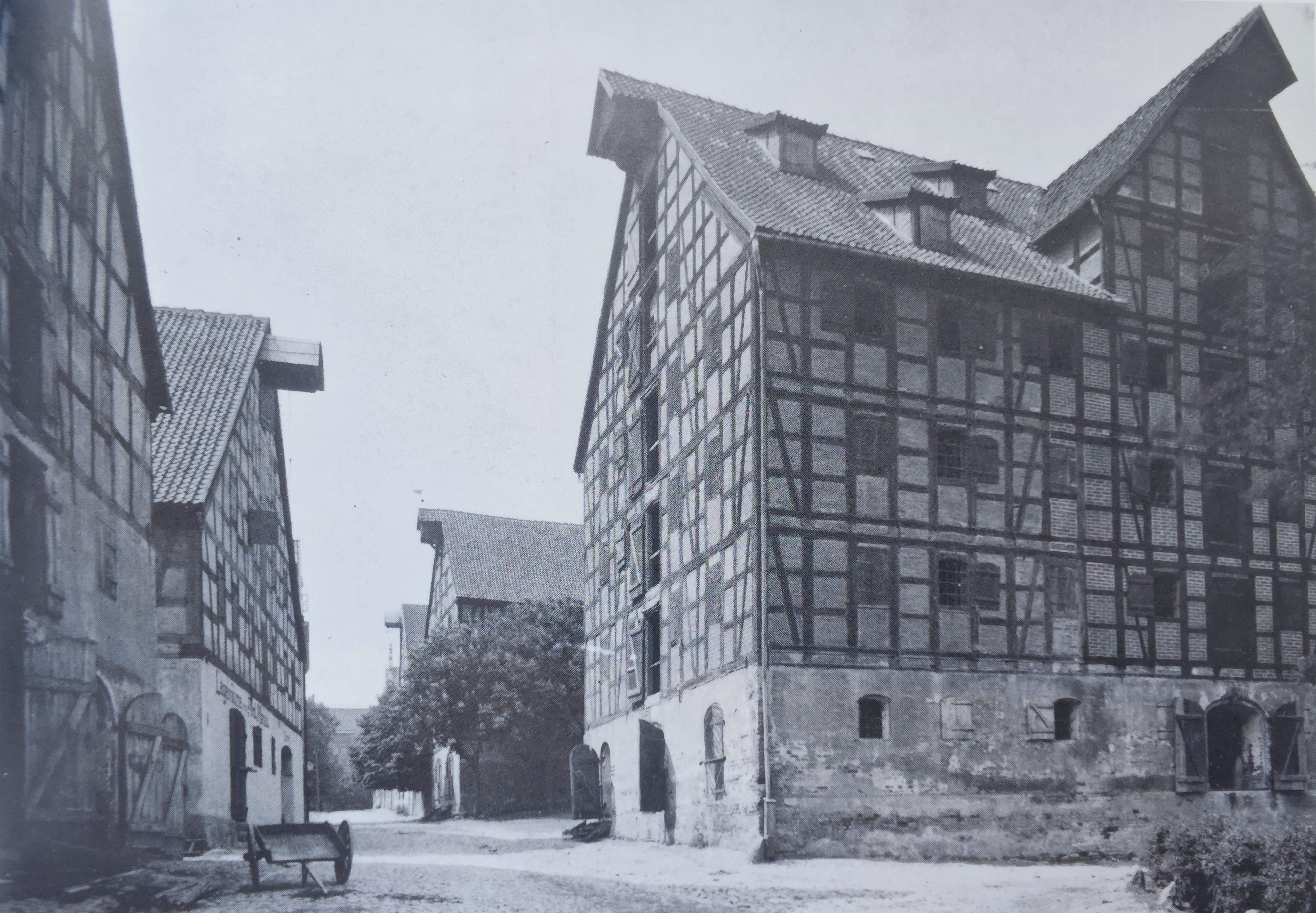
Ulica w roku 1919
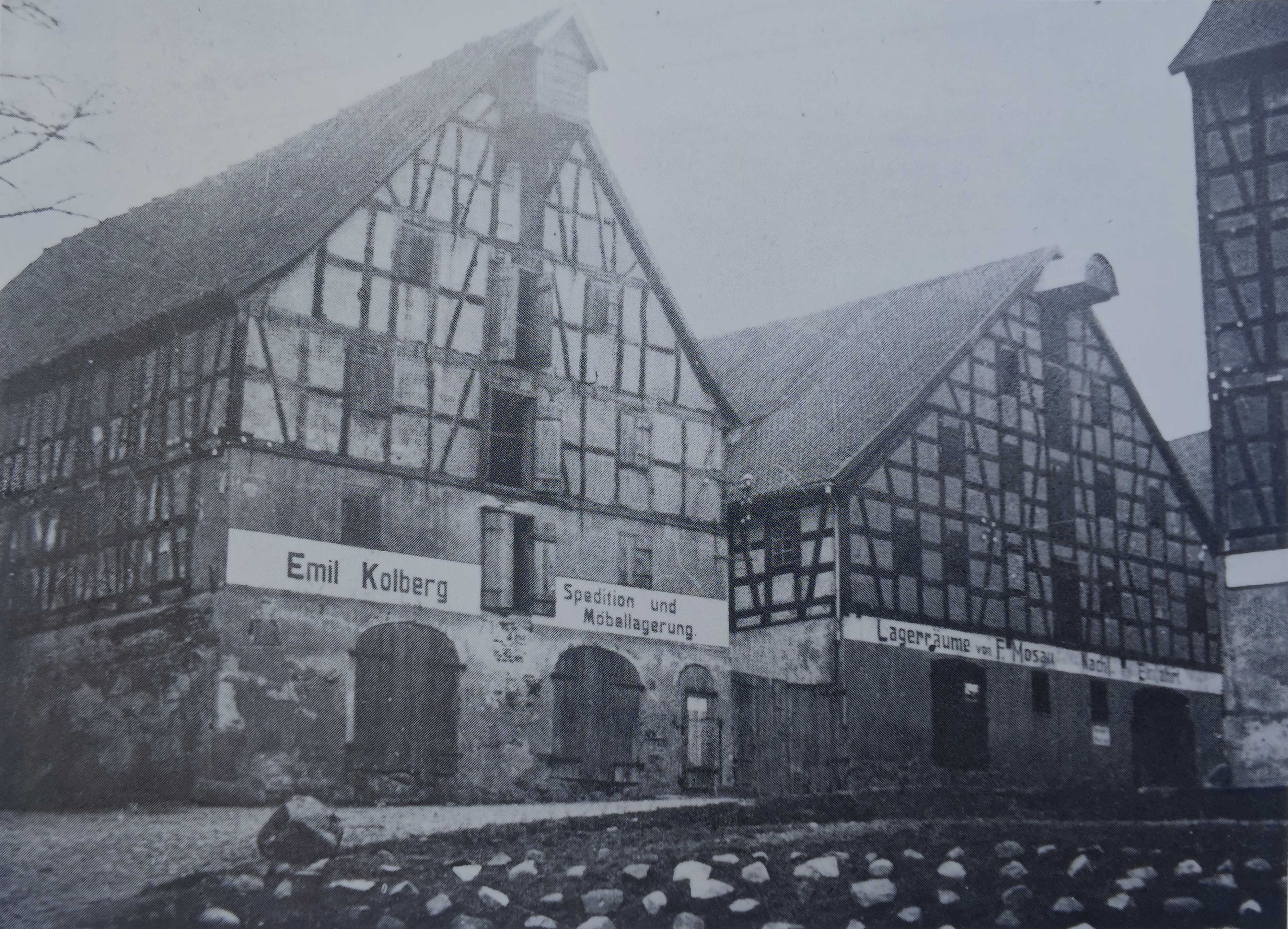
Po prawej spichlerz Mariacki
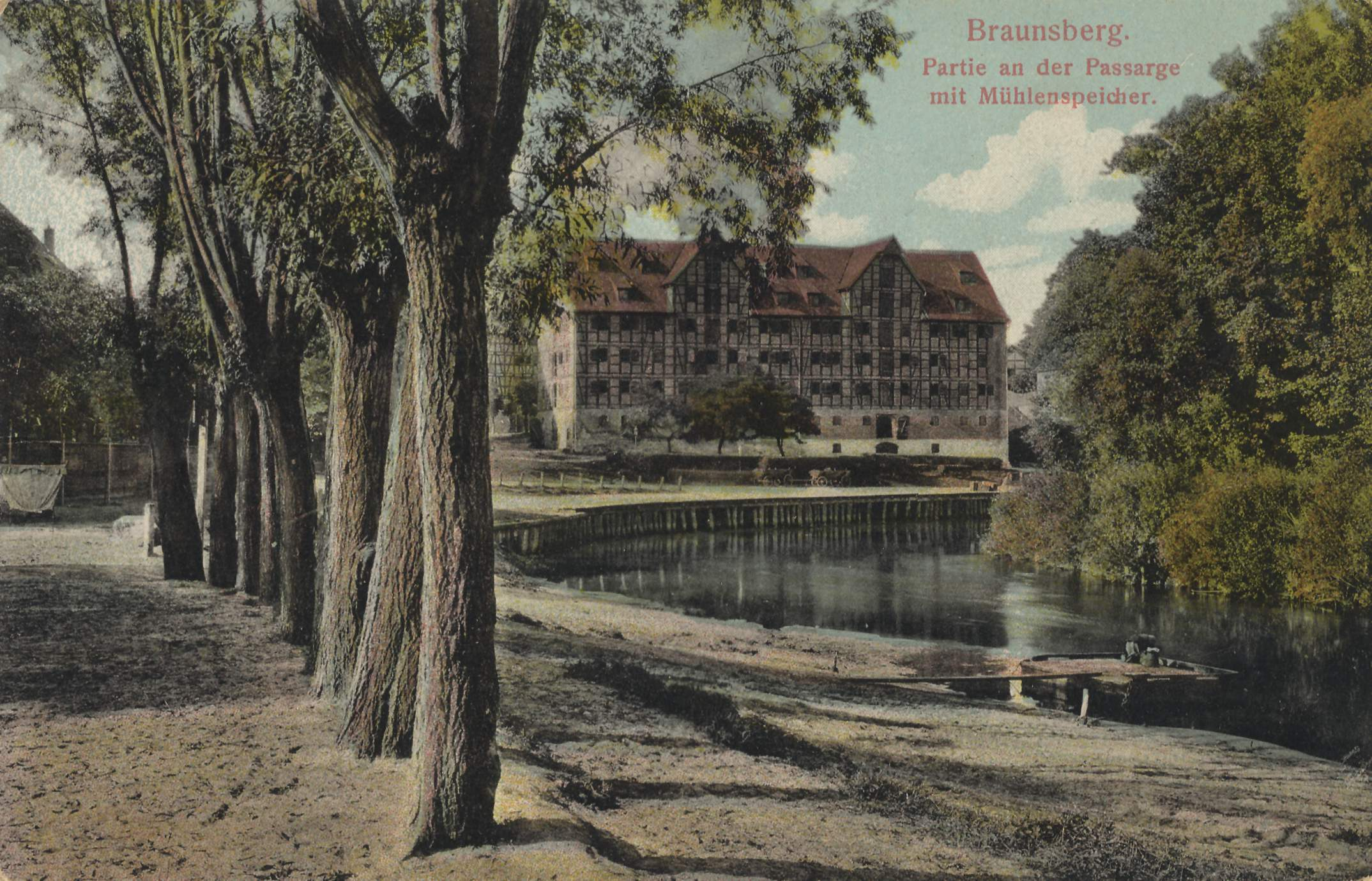
Najbardziej okazały spichlerz Pod Złotym Lwem
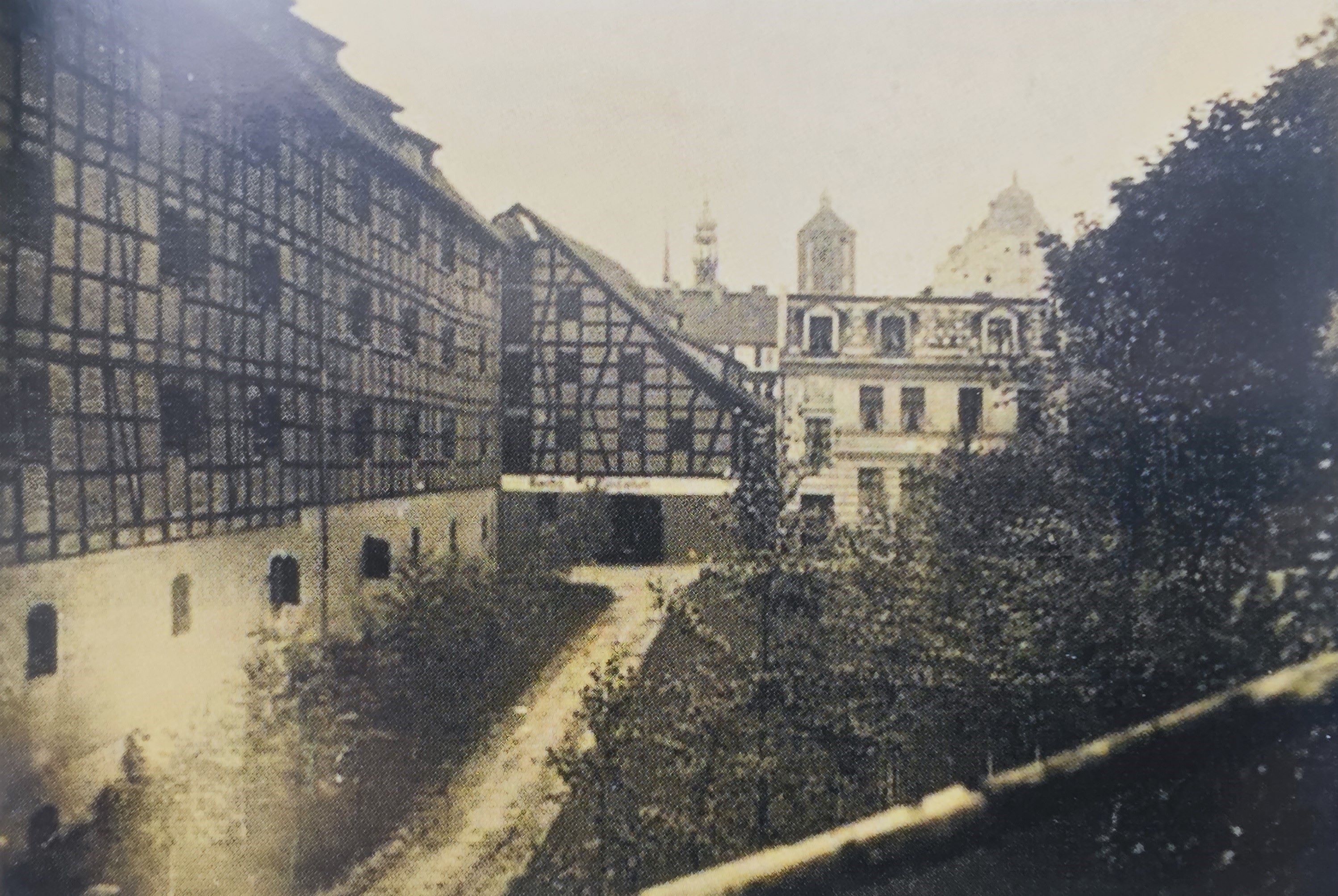
Na wprost zachowane budynki, nr 6 i 8
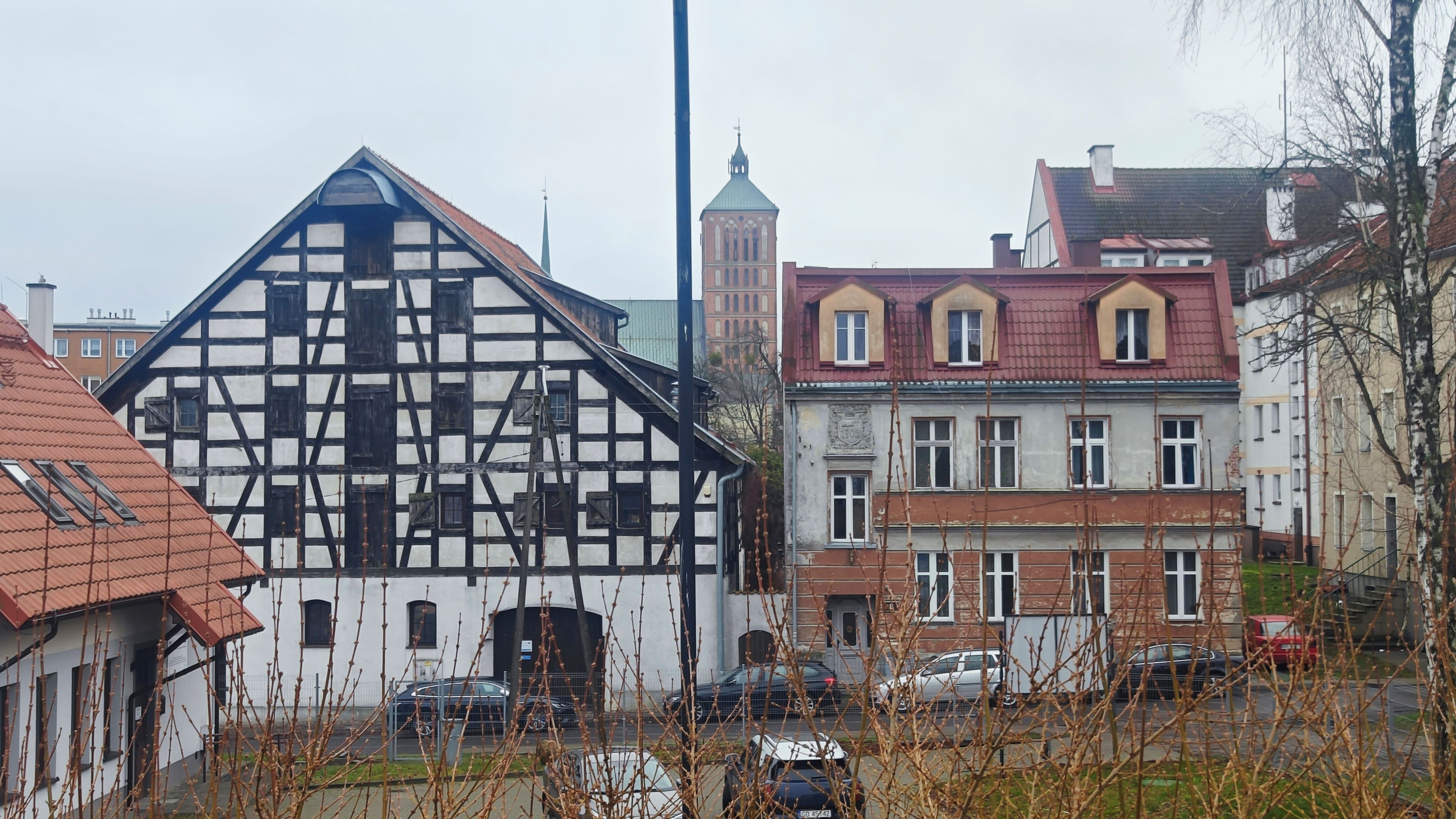
Portowa nr 6 i 8 współcześnie
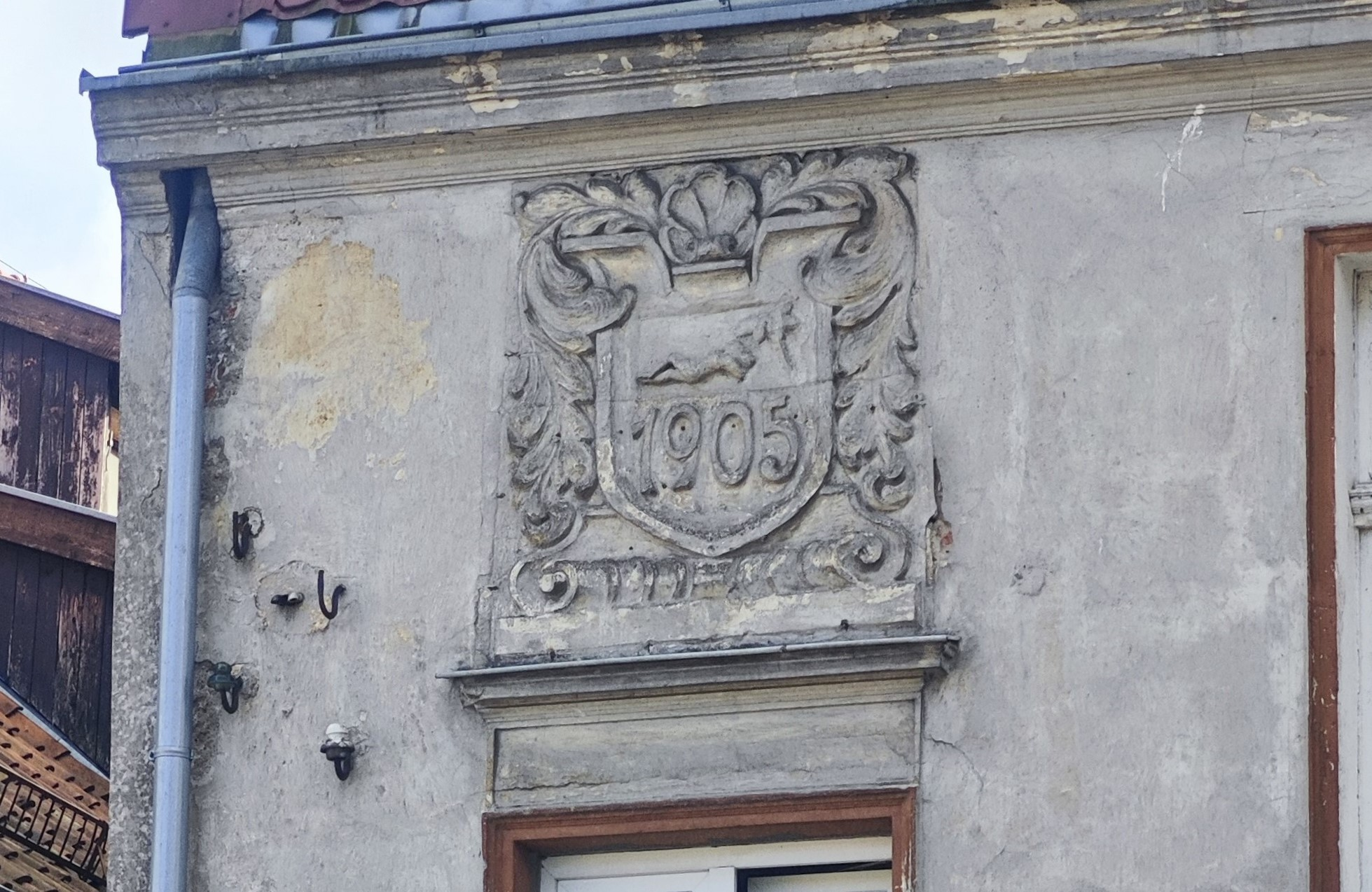
Portowa 8 – detal
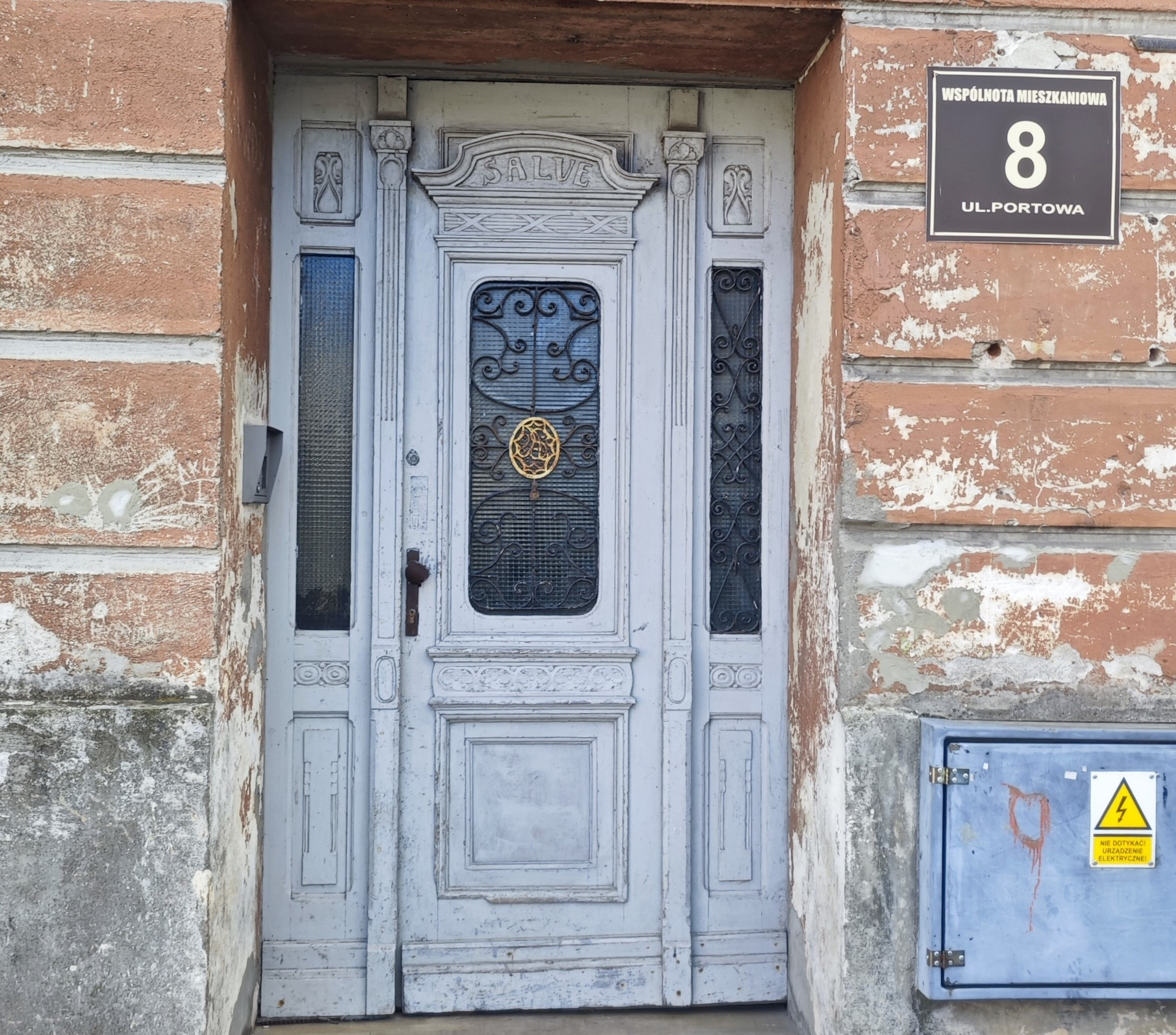
Zdobione drzwi wejściowe
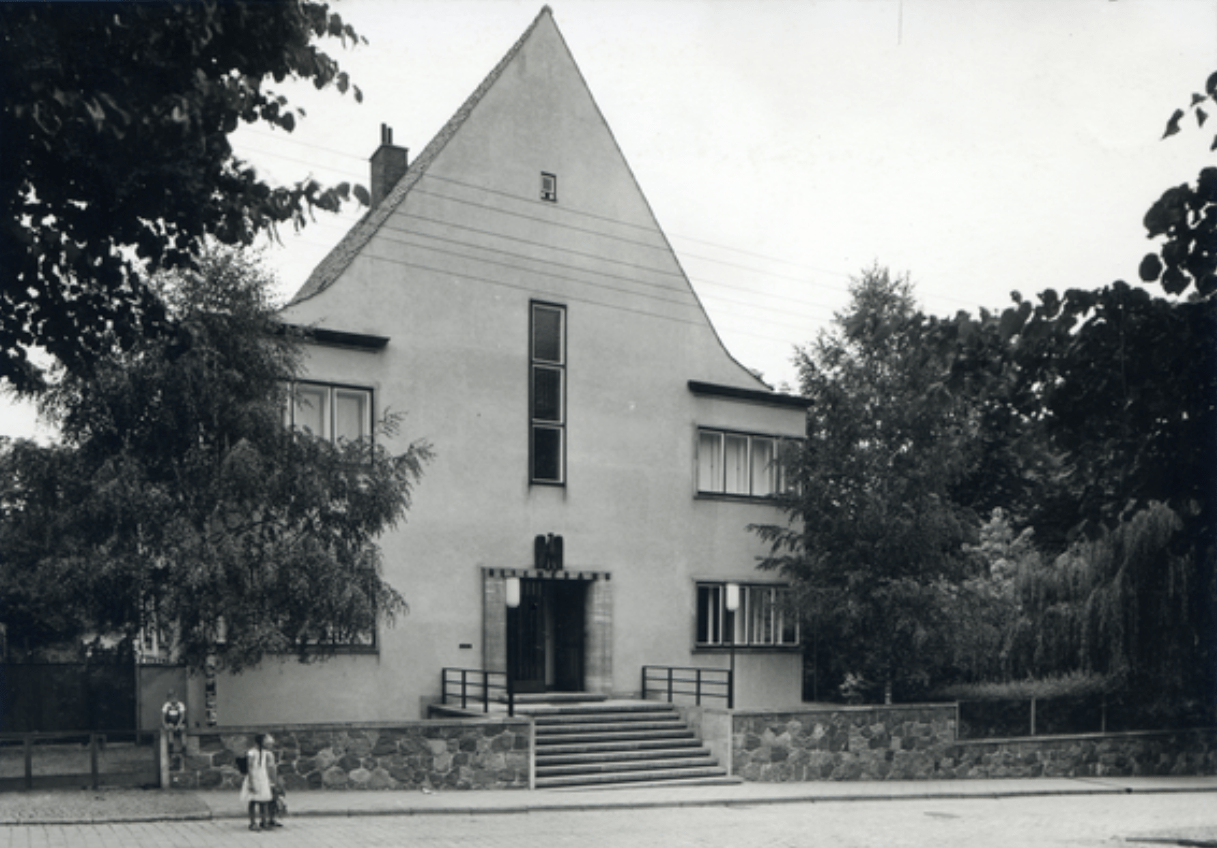
Na miejscu spichlerza wybudowany w 1932 bank
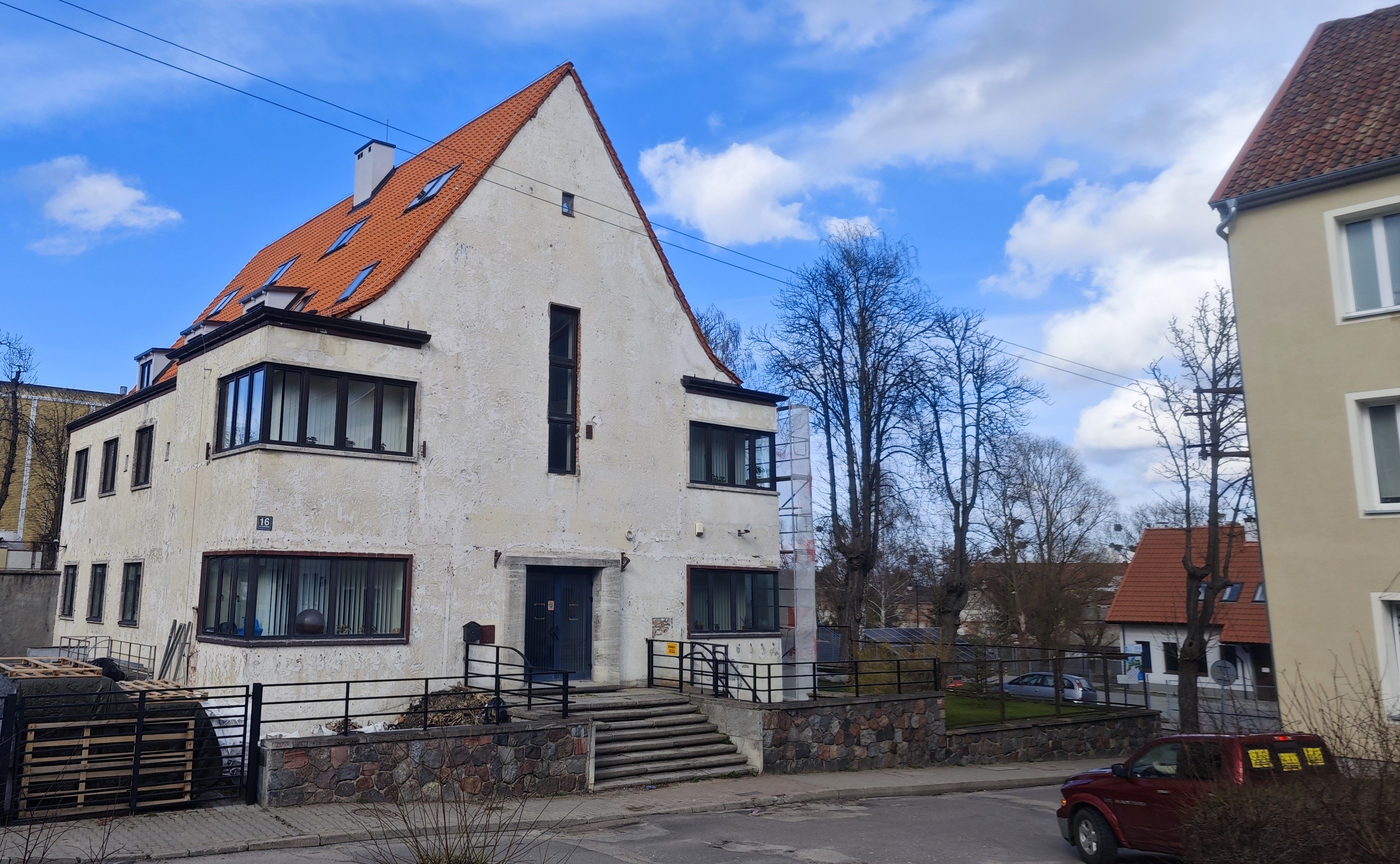
Budynek Portowa 16, rok 2024
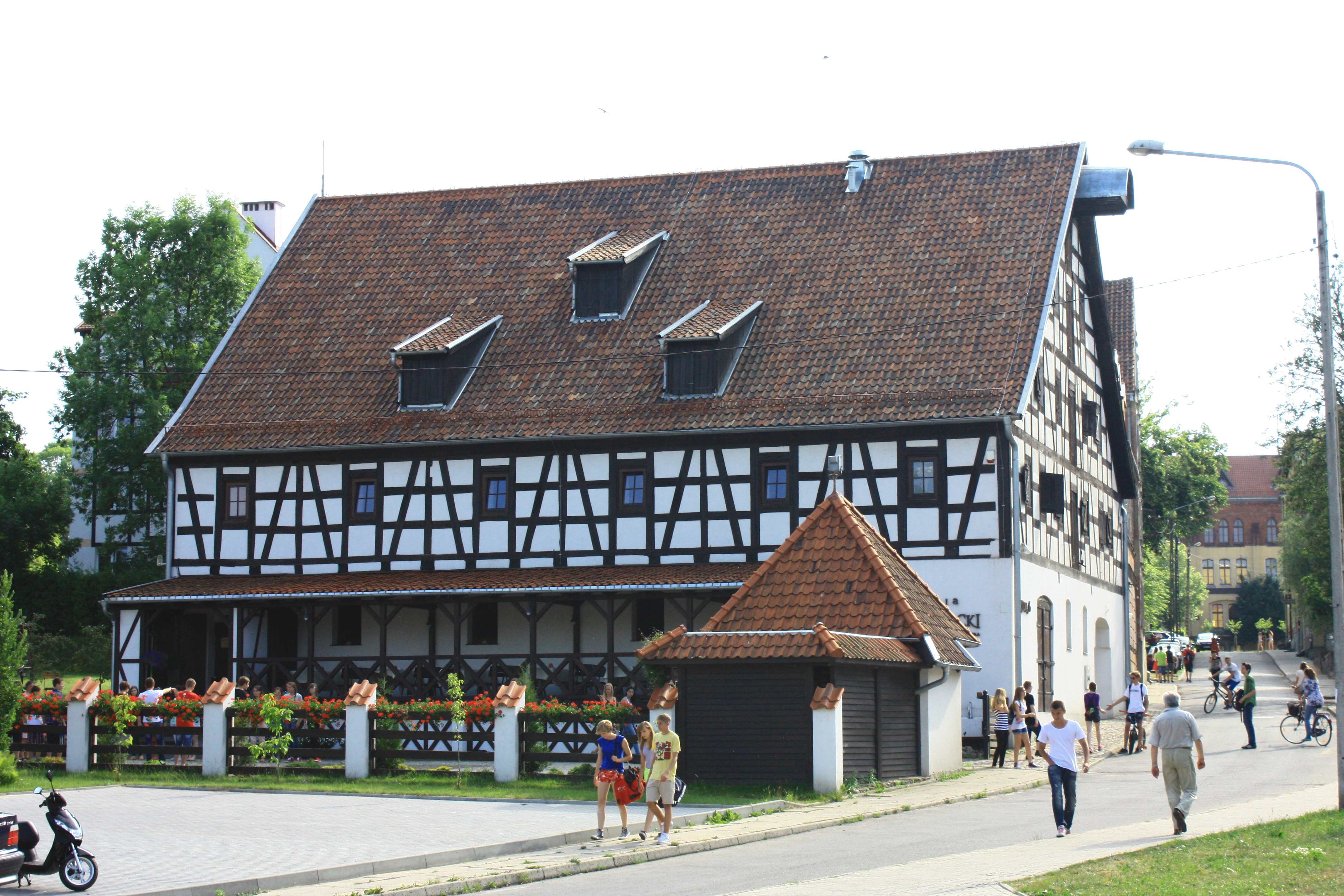
Zabytkowy Spichlerz Mariacki